# Championnats du monde juniors de natation
Les Championnats du monde juniors de natation sont une compétition mondiale de natation sportive organisée par la Fédération internationale de natation (FINA) et réservée aux juniors, des nageurs et des nageuses âgés de moins de 18 ans mais au moins dans leur quatorzième année (au 31 décembre de l'année de compétition). Quarante-deux épreuves, 20 pour les femmes et 20 pour les hommes plus 2 relais mixtes, sont organisées dans un grand bassin de 50 m.

## Éditions
Après trois premières éditions disputées en Amérique du Sud, l'édition 2013 fait halte en Afrique, à Casablanca au Maroc. La capitale économique marocaine est désignée ville hôte par la FINA à l'occasion de la traditionnelle réunion annuelle de son « Bureau », le 13 décembre 2010 à Dubaï, en marge des Championnats du monde en petit bassin. Les compétitions se déroulent dans la Piscine olympique Mohamed V, située aux alentours du stade national.
| Année | Édition | Ville hôte     | Pays                | Dates                     | Meilleure nation |
| ----- | ------- | -------------- | ------------------- | ------------------------- | ---------------- |
| 2006  | 1re     | Rio de Janeiro | Brésil              | 22 août – 27 août         | Italie           |
| 2008  | 2e      | Monterrey      | Mexique             | 8 juillet – 12 juillet    | États-Unis       |
| 2011  | 3e      | Lima           | Pérou               | 16 août – 21 août         | États-Unis       |
| 2013  | 4e      | Dubaï          | Émirats arabes unis | 26 août – 31 août         | Australie        |
| 2015  | 5e      | Singapour      | Singapour           | 25 août – 30 août         | Australie        |
| 2017  | 6e      | Indianapolis   | États-Unis          | 23 août – 28 août         | États-Unis       |
| 2019  | 7e      | Budapest       | Hongrie             | 20 août – 25 août         | États-Unis       |
| 2022  | 8e      | Lima           | Pérou               | 30 août – 4 septembre     | Japon            |
| 2023  | 9e      | Netanya        | Israël              | 4 septembre - 9 septembre | États-Unis       |
| 2025  | 10e     | Otopeni        | Roumanie            | 19 août - 24 août         |                  |

## Épreuves
Tout comme lors des compétitions de natation sportive des Championnats du monde de natation, 40 épreuves figurent au programme du rendez-vous junior. Les garçons et les filles disputent les vingt mêmes épreuves :
- Brasse : 50, 100 et 200 m.
- Dos : 50, 100 et 200 m.
- Nage libre : 50, 100, 200, 400, 800 et 1 500 m.
- Papillon : 50, 100 et 200 m.
- Quatre nages : 200 et 400 m.
- Relais : 4 × 100 m nage libre, 4 × 200 m nage libre, 4 × 100 m quatre nages.

Deux épreuves mixtes viennent s'ajouter à celles précédemment listées :
- Relais : 4 × 100 m nage libre, 4 × 100 m quatre nages.

## Records des Championnats
Voici listés les records chronométriques par épreuve après l'édition 2011, désignés comme les « Records des Championnats du monde juniors »,.

## Navigation
- Championnats d'Europe juniors de natation, l'équivalent européen.